# Грищенко Петро Семенович
Петро Семенович Грищенко (29 листопада 1931, село Новомихайлівка Уярського району, тепер Манського району Красноярського краю, Росія — 24 жовтня 2021) — радянський державний діяч, 1-й секретар Магнітогорського міського комітету КПРС Челябінської області, 1-й секретар Удмуртського обласного комітету КПРС. Член ЦК КПРС у 1986—1990 роках. Депутат Верховної Ради РРФСР 10—10-го скликання. Депутат Верховної Ради СРСР 11-го скликання. Народний депутат СРСР у 1989—1991 роках. Член-кореспондент Академії наук Удмуртської АРСР (1990).

## Життєпис
Народився в селянській родині переселенців з України.
У 1949—1955 роках — студент Новосибірського інституту інженерів залізничного транспорту. Здобув спеціальність інженера шляхів сполучення.
У 1955—1956 роках — черговий по шляхах, черговий по станції, маневровий диспетчер станції Магнітогорськ-сортувальна Південно-Уральської залізниці.
Член КПРС з 1956 року.
У 1956—1958 роках — 1-й секретар Сталінського (Лівобережного) районного комітету ВЛКСМ міста Магнітогорська Челябінської області.
У 1958—1961 роках — секретар комітету ВЛКСМ Магнітогорського металургійного комбінату імені Леніна.
У 1961—1962 роках — начальник станції Магнітогорськ-сортувальна Південно-Уральської залізниці; заступник начальника дільниці залізничного транспорту Магнітогорського металургійного комбінату імені Леніна.
У 1962—1970 роках — заступник секретаря партійного комітету, у 1970—1979 роках — секретар партійного комітету Магнітогорського металургійного комбінату імені Леніна.
У 1979—1983 роках — 1-й секретар Магнітогорського міського комітету КПРС Челябінської області.
У листопаді 1983 — жовтні 1984 року — секретар Челябінського обласного комітету КПРС.
У жовтні 1984 — серпні 1985 року — 2-й секретар Челябінського обласного комітету КПРС.
У серпні — грудні 1985 року — інспектор ЦК КПРС.
13 грудня 1985 — 9 червня 1990 року — 1-й секретар Удмуртського обласного комітету КПРС.
З червня 1990 року — персональний пенсіонер союзного значення.
З листопада 1991 по 2006 рік — директор, заступник директора навчально-методичного центру Удмуртскох республіканської ради профспілок (потім — Навчального центру профспілок Удмуртської Республіки).
З 2006 року — на пенсії в місті Іжевську Удмуртської Республіки.

## Нагороди і звання
- орден Леніна (1981)
- два ордени Трудового Червоного Прапора (1971, 1976)
- орден «Знак Пошани» (1966)
- медалі
- Премія Ради Міністрів СРСР (1985)
- Почесний громадянин Удмуртської Республіки (15.10.2010)